# 1969 في إيطاليا
فيما يلي قوائم الأحداث التي وقعت خلال عام 1969 في إيطاليا.

## سياسة

### تعيين في المنصب
- 1 يناير – يوحنا بولس الأول Patriarchate of Venice [الإنجليزية]‏.

## رياضة
- 1 يناير – طواف إيطاليا 1969

## أفلام
من الأفلام التي صدرت هذه السنة في إيطاليا:
- 1 يناير – حدث ذات مرة في الغرب من إخراج سرجيو ليون.
- 1 يناير – حوض سباحة من إخراج جاك ديري.

## مواليد

### يناير
- 1 يناير – اليساندرو بوزي دراج إيطالي.
- 7 يناير – ماركو سيموني لاعب ومدرب كرة قدم إيطالي.
- 8 يناير – باولا بزو درّاجة طريق إيطالية.
- 15 يناير – أندريا نوي درّاج طريق إيطالي.
- 17 يناير – سيرجيو باربيرو درّاج طريق إيطالي.
- 23 يناير – ستيفانو زانيني
- 30 يناير – فلافيو اناستازيا درّاج طريق إيطالي.

### فبراير
- 8 فبراير – ماركو فيلا

### مارس
- 1 مارس – فينتشنزو إسبوزيتو لاعب كرة سلة إيطالي.
- 4 مارس – بييرلويجي كازيراغي لاعب كرة قدم إيطالي.
- 13 مارس – لوكا بوتشي لاعب كرة قدم إيطالي.
- 28 مارس – إيفان غوتي درّاج طريق إيطالي.
- 31 مارس – فرانشيسكو مورييرو لاعب ومدرب كرة قدم إيطالي.

### أبريل
- 25 أبريل – فانيسا بيكروفت رسام إيطالي.
- 27 أبريل – فاليريو فيوري لاعب كرة قدم إيطالي.
- 28 أبريل – بيير سيلفيو برلسكوني رائد أعمال إيطالي.

### يونيو
- 28 يونيو – فابريزيو موري منافِس أوليمبي إيطالي.

### يوليو
- 20 يوليو – جيوفاني لومباردي درّاج طريق إيطالي.
- 25 يوليو – أناريتا سيدوتي منافِسة أوليمبية إيطالية.
- 31 يوليو – أنطونيو كونتي

### أغسطس
- 13 أغسطس – جيكوب فراجوميني ملاكم إيطالي.

### سبتمبر
- 11 سبتمبر – اليساندرو كوتشاري لاعب كرة قدم إيطالي.

### أكتوبر
- 1 أكتوبر – نيكولاوس أمير اليونان والدنمارك
- 21 أكتوبر – لوسيو سيكتشينيلو متسابق دراجات نارية إيطالي.
- 28 أكتوبر – دييغو بيانكي
- 31 أكتوبر – كيم روسي ستيوارت

### ديسمبر
- 26 ديسمبر – لوكا كولومبو درّاج طريق إيطالي.

## وفيات

### يناير
- 6 يناير – جوزيبي فياني (مواليد 1909) لاعب كرة قدم إيطالي.

### فبراير
- 11 فبراير – أليساندرو سكينوني (مواليد 1902) لاعب كرة قدم إيطالي.

### مارس
- 30 مارس – لوتشيانو بيانكي (مواليد 1934)

### يونيو
- 17 يونيو – بريمو ماغناني (مواليد 1892) درّاج طريق إيطالي.

### ديسمبر
- 14 ديسمبر – ماركو سالا (مواليد 1886) لاعب كرة قدم إيطالي.